# أريانو إيربينو
 أريانو إيربينو ، (بالإنجليزية: Ariano Irpino)‏، هي مدينة و(بلدية) إيطالية، في مقاطعة أفيلينو، في منطقة كامبانيا. ويبلغ عدد سكانها 22.535 (2017)، وهي ثاني أكبر مدينة في مقاطعة إربينيا.

## السكان
تطور النمو السكاني لـ أريانو إيربينو

## أعلام
- لوكا موريلي